# Halina Piekarek-Jankowska
Halina Piekarek-Jankowska (ur. 8 marca 1948 w Rawie Mazowieckiej, zm. 26 maja 2011 w Gdyni) – polska geolog, profesor nauk o Ziemi, samorządowiec.

## Życiorys
Córka Wacława i Stanisławy. Absolwentka Uniwersytetu Warszawskiego. W 1979 na UG uzyskała stopień naukowy doktora. W 1995 habilitowała się na tej samej uczelni na podstawie rozprawy zatytułowanej Zatoka Pucka jako obszar drenażu wód podziemnych. Tytuł profesorski (w zakresie nauk o Ziemi) otrzymała 15 maja 2002. W pracy naukowej zajmowała się geologią i oceanologią ze specjalnością w zakresie geologii morza i hydrogeologii morska.
Zajmowała stanowisko wicedyrektora Instytutu Oceanografii Uniwersytetu Gdańskiego, kierownika Zakładu Geologii Morza UG, prorektora tej uczelni oraz dziekana Wydziału Biologii, Geografii i Oceanologii UG. Pełniła także funkcję prorektora i następnie od 2007 rektora Państwowej Wyższej Szkole Zawodowej w Elblągu. Wykładała również w Kaszubsko-Pomorskiej Szkole Wyższej w Wejherowie. Zasiadała w prezydium Komitetu Badań Morza Polskiej Akademii Nauk, była wiceprezesem Gdańskiego Towarzystwa Naukowego oraz członkinią Polskiego Towarzystwa Geologicznego. Od 2010 pełniła funkcję prezesa Elbląskiego Towarzystwa Naukowego.
W 2006 z ramienia Platformy Obywatelskiej została wybrana do Sejmiku Województwa Pomorskiego. W 2010 nie ubiegała się o reelekcję.
Była mężatką, miała dwóch synów. W 1997 odznaczona Złotym Krzyżem Zasługi.
Została pochowana na cmentarzu komunalnym w Rumi.

## Wybrane publikacje
- Przewodnik do ćwiczeń z geologii dynamicznej (współautor), 1987.
- Współczesne problemy hydrogeologii, tom XI, część 1. (red.), 2003.
- Zatoka Pucka jako obszar drenażu wód podziemnych, 1994.
- Zespół miejski Gdyni: przyroda-gospodarka-społeczeństwo (red.), 1998.